# Xintiandi
Xintiandi (en chinois : 新天地, en Shanghaïen : Shintidi) est un quartier piétonnier de l'ancienne concession française dans le centre-ville de Shanghai où se trouvent, dès 2018 (pour les Jeux Olympiques), de nombreux restaurants, bars et commerces.
C'est surtout un quartier de lilong (maisons en bande, juxtaposées et ruelles) qui a été totalement remis à neuf. Les autres lilong de l'ancienne concession française ont bien plus gardé leur ancienne vie, tout en ayant été restaurés, mais plus discrètement. Xintiandi se présente comme un lieu d'exception, à Shanghai.

## Aperçu

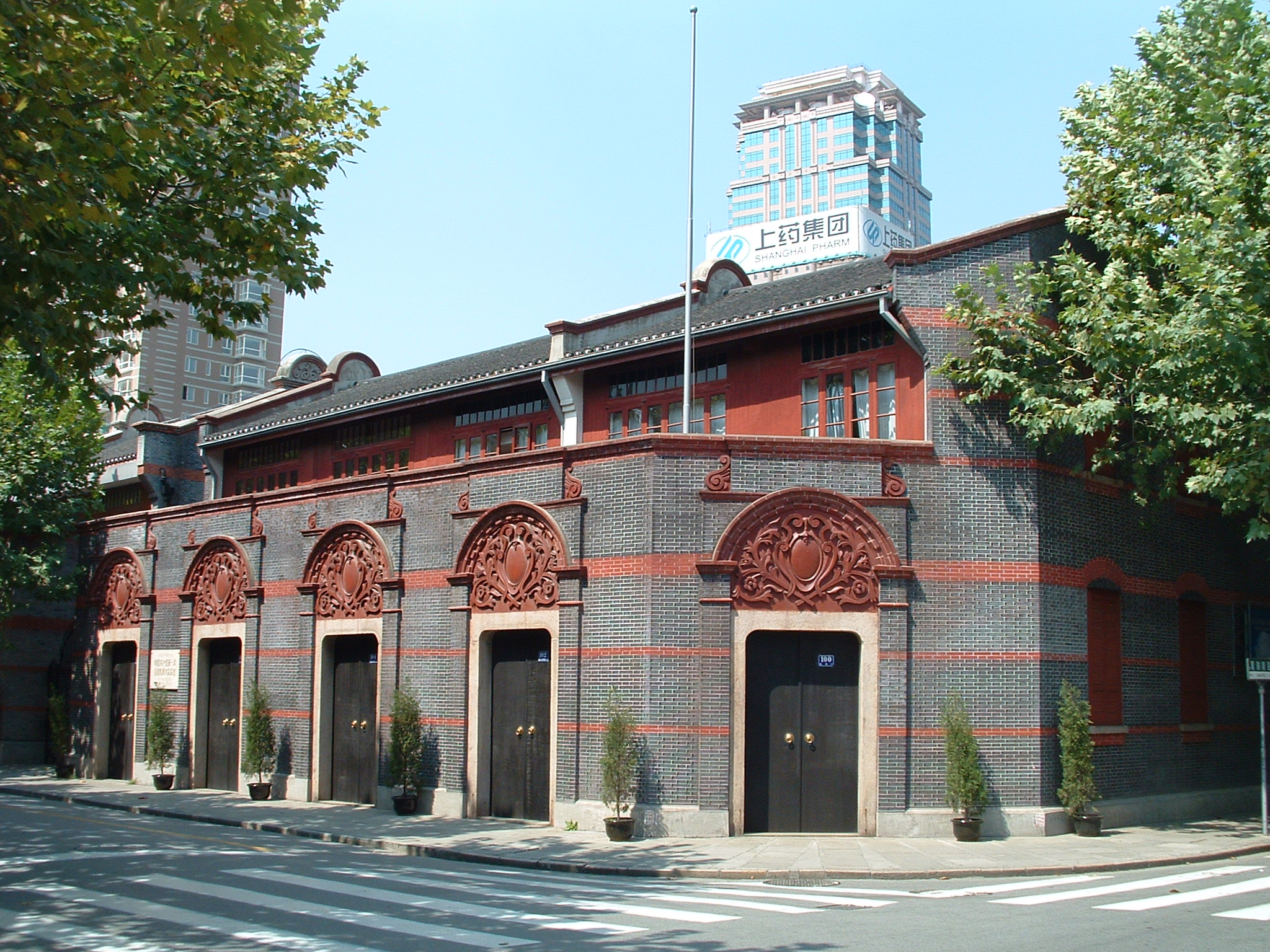
76, Xingye Lu (rue Huangpi), où s'est tenue la première réunion secrète du Parti communiste chinois le 23 juillet 1921.

Le quartier est composé d'une zone d'habitat traditionnel reconstitué milieu du XIXe siècle shikumen (« porte de pierre ») de maisons et de ruelles étroites, certaines maisons mitoyennes servent maintenant de librairies, de cafés, de restaurants et de centres commerciaux. La plupart des cafés et des restaurants disposent de terrasses.
Xintiandi a une vie nocturne active aussi bien en semaine que pendant les week-ends. Il est considéré comme l'un des premiers quartiers aménagés pour être un centre de vie en Chine. C'est aussi un des endroits les plus chers en Chine, avec certains appartements qui coûtent plus cher qu'à Tokyo, New York ou Londres[réf. nécessaire].
C'est dans une maison de briques grises de ce quartier que fut fondé clandestinement le Parti communiste chinois le 23 juillet 1921 (Xintiandi faisait alors partie de la concession française de Shanghai). Cette bâtisse récente sise au no 76 de la rue Huangpi (50, rue Wantz à l'époque), qui appartenait à Li Hanjun un sympathisant communiste de la première heure, accueillit donc le 1er congrès national du Parti communiste rassemblant treize délégués venus de six provinces et municipalités (dont Mao Zedong), représentants un effectif total de 57 adhérents pour l'ensemble de la Chine. Les délégués étaient logés dans une école de filles fermée à cette époque de l'année, et qui était située à proximité. Le lieu a été transformé en musée en 1961.
On y trouve également le musée de Shimumen ouvert et le site du Gouvernement Provisoire de la République de Corée lorsque la Corée était une colonie japonaise.

## Réaménagement
La zone a été développé par Shui On Land lors du re-développement du quartier environnant. Quelques maisons de Xintiandi ont ensuite été démolies et reconstruites (pas seulement « rénovées », qui était le terme utilisé officiellement par le gouvernement Chinois et les agences immobilières), dans le but d'implanter des galeries d'art, des cafés et des restaurants. Xintiandi est devenue l'une des principales attractions touristiques de Shanghai.
Le réaménagement de Xintiandi a été conçu par Benjamin T. Wood et de Nikken Sekkei International. Le renouvellement urbain est considéré comme l'un des premiers exemples de l'approche placemaking en Chine.

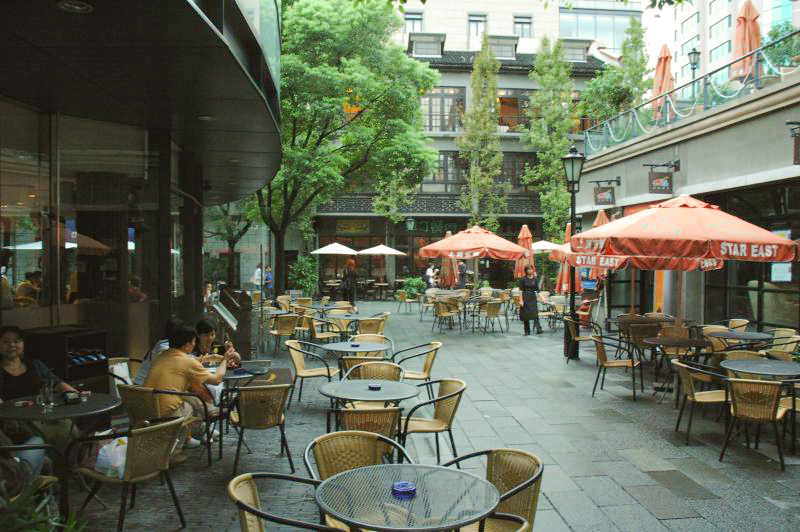
Cafés et bars, 2004
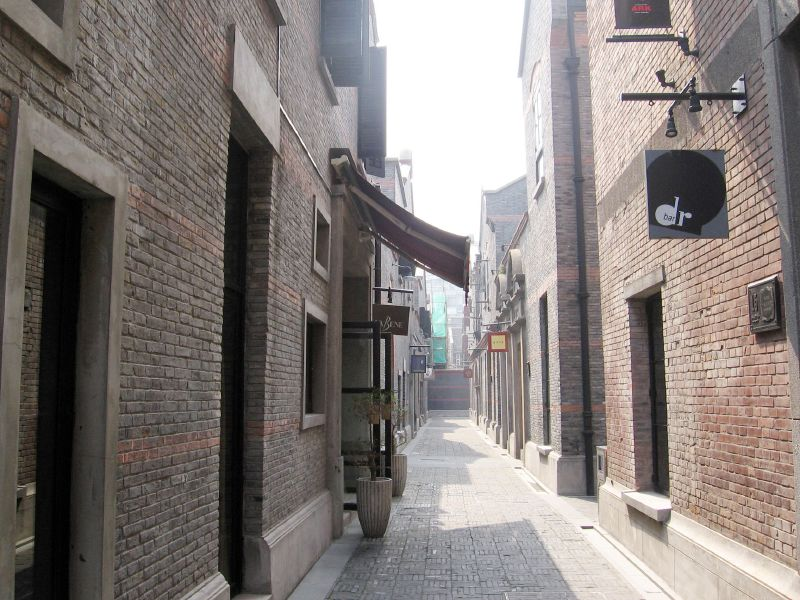
Ruelle d'un lilong refait à neuf, maisons de type shikumen, 2006
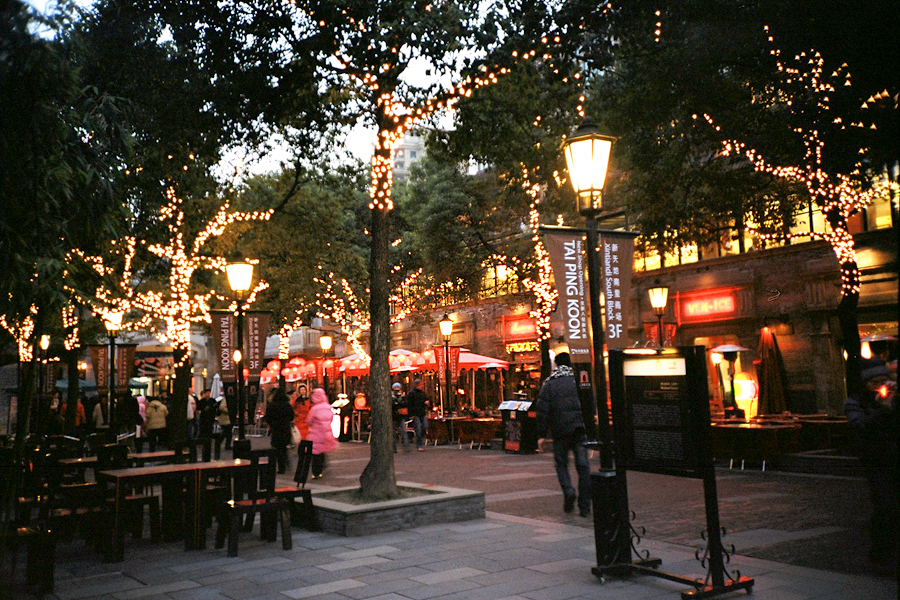
Artère principale, 2009
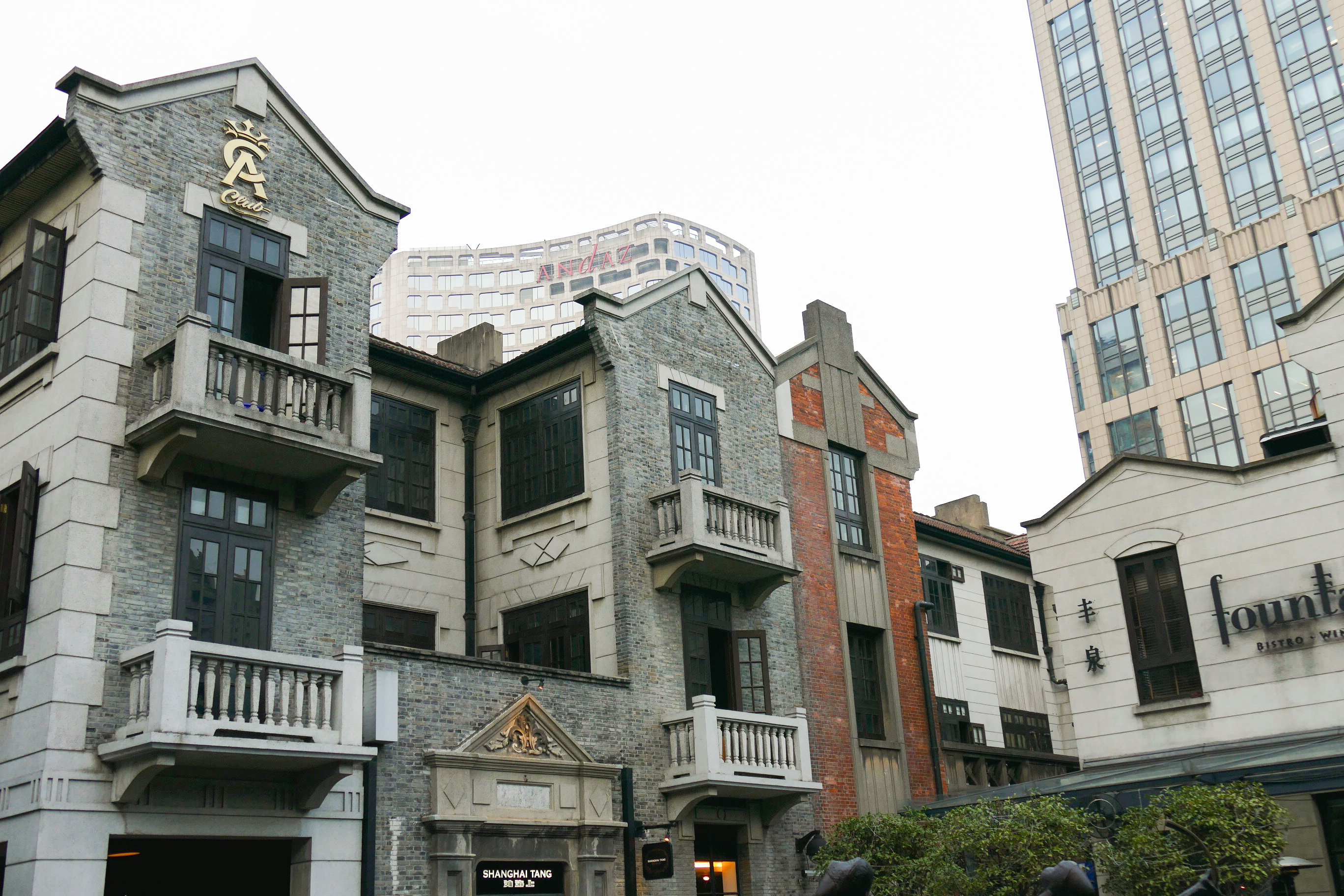
Immeubles type shikumen, place Xintiandi 2014
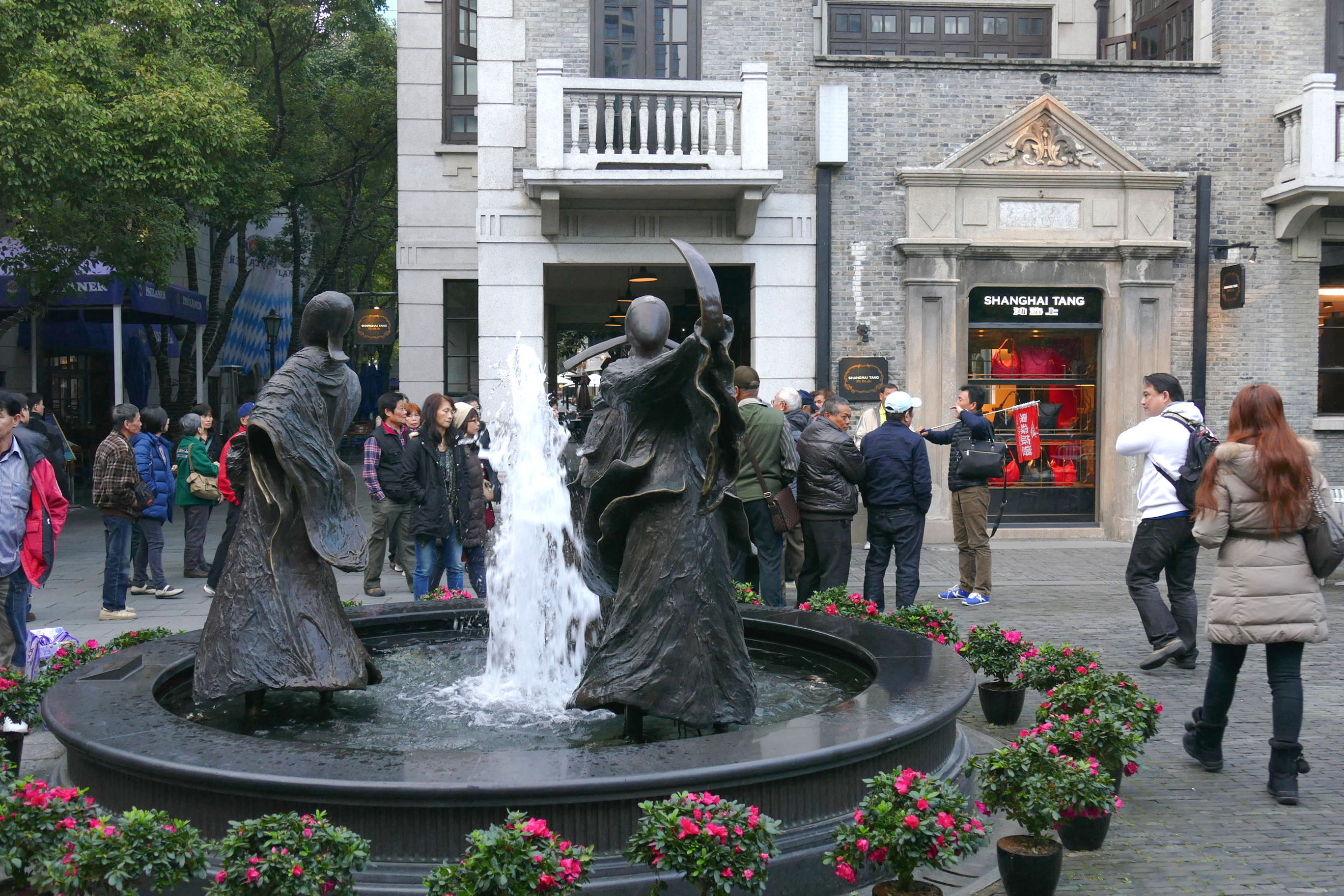
Place de la fontaine, 2014
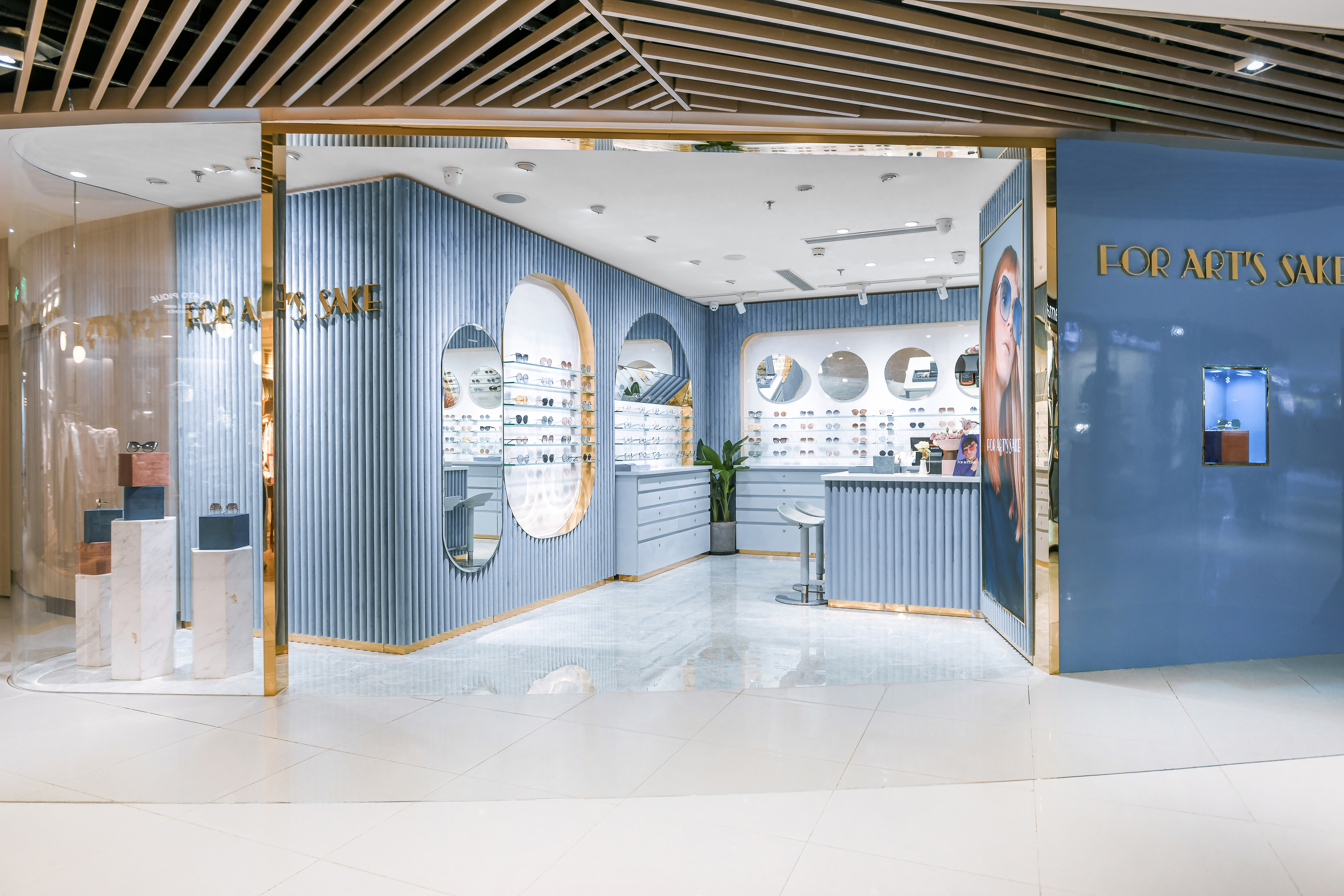
Boutique chic, 2018

## Transport

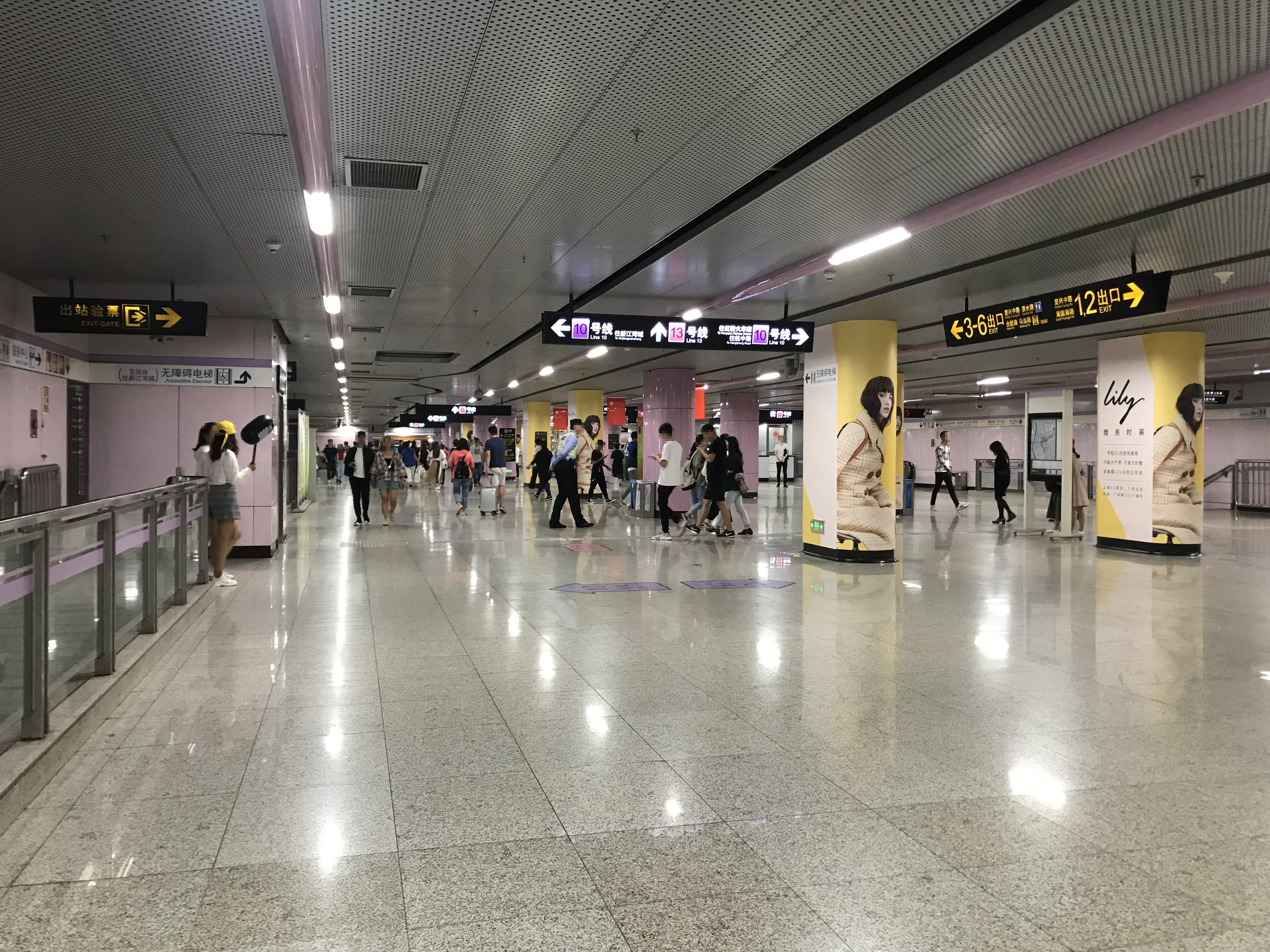
Station Xintiandi, 2018

Le quartier est desservi par le métro de Shanghai aux stations South Huangpi Road (sur la ligne 1), et Xintiandi (sur les lignes 10 et 13).